# Campeonato Asiático de Atletismo de 1979
A 3ª edição do Campeonato Asiático de Atletismo foi realizado de 31 de maio a 3 de junho de 1979 no Estádio Olímpico de Tóquio, em Tóquio, no Japão. Foram disputadas um total de 38 provas, distribuídos entre masculino e feminino.  Nessa edição não foi realizado a prova da maratona.

## Medalhistas

### Masculino
| Evento                  | Ouro                              | Ouro     | Prata                       | Prata    | Bronze                          | Bronze   |
| ----------------------- | --------------------------------- | -------- | --------------------------- | -------- | ------------------------------- | -------- |
| 100 metros              | Suchart Chairsuvaparb · Tailândia | 10.63    | Suh Mei-Guh Coreia do Sul   | 10.75    | Akira Harada · Japão            | 10.80    |
| 200 metros              | Yasuhiro Harada · Japão           | 21.34    | Shunzo Shito · Japão        | 21.34    | Toshio Toyota · Japão           | 21.39    |
| 400 metros              | Shoichi Handa · Japão             | 47.45    | Abbas Al-Aibi · Iraque      | 47.47    | Fahim Sada · Iraque             | 47.51    |
| 800 metros              | Falah Naji Jarallah · Iraque      | 1:49.5a  | Toshifumi Shigenari · Japão | 1:49.6a  | Sant Kumar · Índia              | 1:50.1a  |
| 1 500 metros            | Rattan Singh · Índia              | 3:49.8a  | Takashi Ishii · Japão       | 3:50.1a  | Toshifumi Shigenari · Japão     | 3:50.9a  |
| 5 000 metros            | Hideki Kita · Japão               | 13:55.3a | Takao Nakamura · Japão      | 13:59.8a | Gopal Singh Saini · Índia       | 13:59.8a |
| 10 000 metros           | Toshihiko Seko · Japão            | 28:59.2a | Kunimitsu Ito · Japão       | 29:00.2a | Takeshi So · Japão              | 29:02.5a |
| 110 metros barreiras    | Yoshifumi Fujimori · Japão        | 14.29    | Satbir Singh · Índia        | 14.53    | Jabbar Rahima · Iraque          | 14.72    |
| 400 metros barreiras    | Hussein Kadhum · Iraque           | 51.18    | Takashi Nagao · Japão       | 51.53    | Yukihiro Yoshimatsu · Japão     | 52.14    |
| 3 000 metros obstáculos | Masanari Shintaku · Japão         | 8:40.8a  | Hitoshi Iwabuchi · Japão    | 8:57.2a  | Gopal Singh Saini · Índia       | 9:12.4a  |
| 4×100 metros estafetas  | Japão                             | 39.70    | Tailândia                   | 40.20    | Índia                           | 40.41    |
| 4×400 metros estafetas  | Iraque                            | 3:08.8a  | Japão                       | 3:08.9a  | Índia                           | 3:11.8a  |
| 20 km marcha            | Hakam Singh · Índia               | 1:35:40  | Wang Qiang · China          | 1:35:48  | Vellasamy Subramaniam · Malásia | 1:36:27  |
| Salto em altura         | Kazunori Koshikawa · Japão        | 2.15     | Takao Sakamoto · Japão      | 2.15     | Takashi Katamine · Japão        | 2.15     |
| Salto à vara            | Itsuo Takanezawa · Japão          | 5.20     | Tomomi Takahashi · Japão    | 5.10     | Yosuhiro Kigawa · Japão         | 5.00     |
| Salto em comprimento    | Junichi Usui · Japão              | 7.97     | Suresh Babu · Índia         | 7.94     | Toshihisa Yoshimoto · Japão     | 7.91w    |
| Triplo salto            | Zhou Zhenxian · China             | 17.02    | Motokuni Hiratani · Japão   | 16.52w   | Masami Nakanishi · Japão        | 16.50w   |
| Lançamento do peso      | Mohammed Al-Zinkawi · Kuwait      | 17.78    | Zhao Baoqin · China         | 17.50    | Bahadur Singh Chouhan · Índia   | 17.47    |
| Lançamento do disco     | Kiyotaka Kawasaki · Japão         | 55.34    | Li Weinan · China           | 54.64    | Michio Kita · Japão             | 53.06    |
| Lançamento do martelo   | Shigenobu Murofushi · Japão       | 66.73    | Masayuki Kawata · Japão     | 65.94    | Raghubir Singh Bal · Índia      | 61.52    |
| Lançamento do dardo     | Shen Maomao · China               | 86.50    | Toshihiro Yamada · Japão    | 78.46    | Masahiko Takita · Japão         | 78.46    |
| Decatlo                 | Atsushi Kasai · Japão             | 7096     | Toshikazu Kobayashi · Japão | 6983     | Jin Xuewei · China              | 6975     |

### Feminino
| Evento                 | Ouro                           | Ouro    | Prata                           | Prata   | Bronze                         | Bronze  |
| ---------------------- | ------------------------------ | ------- | ------------------------------- | ------- | ------------------------------ | ------- |
| 100 metros             | Emiko Konishi · Japão          | 12.09   | Ying Yaping · China             | 12.10   | Mo Myung-Hee Coreia do Sul     | 12.11   |
| 200 metros             | Sumiko Kaibara · Japão         | 24.45   | Mo Myung-Hee Coreia do Sul      | 24.49   | Emiko Konishi · Japão          | 24.72   |
| 400 metros             | Chung Byong-Soon Coreia do Sul | 54.33   | Rita Sen · Índia                | 54.99   | Yumiko Aoi · Japão             | 55.66   |
| 800 metros             | Chung Byong-Soon Coreia do Sul | 2:06.1a | Chang Yong-Ae · Coreia do Norte | 2:10.2a | Takako Sanda · Japão           | 2:11.8a |
| 1 500 metros           | Kim Ok-Sun · Coreia do Norte   | 4:25.0a | Kim Chun-Hwa · Coreia do Norte  | 4:29.1a | Lü Hongxiang · China           | 4:31.3a |
| 3 000 metros           | Kim Ok-Sun · Coreia do Norte   | 9:24.9a | Yang Yenying · China            | 9:30.8a | Kim Chun-Hwa · Coreia do Norte | 9:31.4a |
| 100 metros barreiras   | Emi Akimoto · Japão            | 14.17   | Dai Jianhua · China             | 14.33   | Tamie Motegi · Japão           | 14.45   |
| 400 metros barreiras   | Yumiko Aoi · Japão             | 60.46   | Marina Chin Leng Sim · Malásia  | 61.63   | Zhan Xin · China               | 61.84   |
| 4×100 metros estafetas | Japão                          | 45.85   | Tailândia                       | 46.03   | Índia                          | 46.93   |
| 4×400 metros estafetas | Japão                          | 3:45.9a | Malásia                         | 3:46.3a | Filipinas                      | 3:57.5a |
| Salto em altura        | Zheng Dazhen · China           | 1.87    | Tamami Yagi · Japão             | 1.81    | Hisayo Fukumitsu · Japão       | 1.81    |
| Salto em comprimento   | Sumie Awara · Japão            | 6.42w   | Zou Wa · China                  | 6.27w   | Kazuko Ishizu · Japão          | 6.05w   |
| Lançamento do peso     | Shen Lijuan · China            | 17.48   | Yukari Seo · Japão              | 14.78   | Yumiko Asari · Japão           | 14.12   |
| Lançamento do disco    | Li Xiaohui · China             | 58.62   | Yukari Seo · Japão              | 46.64   | Yumiko Asari · Japão           | 44.16   |
| Lançamento do dardo    | Li Xia · China                 | 58.44   | Yao Juiying · China             | 54.82   | Naomi Shibusawa · Japão        | 51.16   |
| Pentatlo               | Ye Peisu · China               | 4139    | Tomoko Uchida · Japão           | 3753    | Sachie Sekiguchi · Japão       | 3706    |

## Quadro de medalhas
| Ordem | País            | Medalha de ouro | Medalha de prata | Medalha de bronze | Total |
| ----- | --------------- | --------------- | ---------------- | ----------------- | ----- |
| 1     | Japão           | 20              | 18               | 21                | 59    |
| 2     | China           | 7               | 8                | 3                 | 18    |
| 3     | Iraque          | 3               | 1                | 2                 | 6     |
| 4     | Índia           | 2               | 3                | 8                 | 13    |
| 5     | Coreia do Sul   | 2               | 2                | 1                 | 5     |
| 5     | Coreia do Norte | 2               | 2                | 1                 | 5     |
| 7     | Tailândia       | 1               | 2                | 0                 | 3     |
| 8     | Kuwait          | 1               | 0                | 0                 | 1     |
| 9     | Malásia         | 0               | 2                | 1                 | 3     |
| 10    | Filipinas       | 0               | 0                | 1                 | 1     |
| Total | Total           | 38              | 38               | 38                | 114   |